# 张廷阁
张廷阁（1875年10月4日—1954年）号凤亭。山东省掖县（今莱州市）石柱栏村人。中国民族资本家。

## 生平
张廷阁生于掖县石柱栏村。幼年，张廷阁曾经念过几年私塾。后来，其父去世，张廷阁辍学务农。甲午战争后，日本侵占山东半岛。张廷阁“闯关东”赴满洲。后来，他曾被俄国人骗至西伯利亚的金矿当苦力。此后，他和山东老乡郝升堂逃到海参崴车站当搬运工。两人积蓄了一些钱后，在车站附近合伙开办杂货店，店名为“双合盛”，意为二人齐心合力，生意兴盛。
1904年2月日俄战争爆发，俄国远东地区的海上运输线遭到日军封锁，海参崴的货源随之断绝，物价暴涨。双合盛随即将战争爆发前购入的货物以高价进行抛售，获得暴利。经过几年发展，双合盛不仅在海参崴设了多家分号，还在莫斯科、大阪、横滨、香港、新加坡等地驻员，直接同当地厂商保持进货关系，并和英国、德国等国的厂商签署了长期订货合同，成了海参崴商界的翘楚。张廷阁还被推举为海参崴中华总商会会长。
辛亥革命之后，张廷阁受到“实业救国”思想的影响，回到中国发展。他先后考察了北京、天津、哈尔滨等地。1914年，张廷阁购买了瑞士人在北京广安门外开办的一家啤酒汽水厂。1915年，双合盛啤酒汽水厂正式投产。双合盛生产的啤酒及汽水均注册为“五星”商标。五星啤酒用的是玉泉山水系的水，大麦来自浙江、河北徐水地区，酒花来自捷克，酵母来自丹麦。由于五星啤酒质量上乘，口味醇厚，故很快行销中国内地及香港、澳门、东南亚各地。
在北京开设双合盛啤酒汽水厂后，张廷阁在哈尔滨开设了双合盛制粉厂、制革厂，在奉天（今沈阳）开设了奉天航业公司等多家企业。
1923年，张廷阁被推选为哈尔滨总商会会长。1925年，张廷阁带头捐赠现款及面粉，以支持五卅运动中的上海工人。1945年日本投降后，在李兆麟的支持下，他曾出任哈尔滨市市长。1946年，国民政府接收哈尔滨后，张廷阁辞去市长职务。
1954年1月24日，哈尔滨的双合盛制粉厂发生火灾，设备被全部焚毁。张廷阁闻讯后生病，不久即病逝于哈尔滨，终年79岁。